# Arija Bareikis
Arija Bareikis est une actrice américaine née le 21 juillet 1966 à Bloomington (Indiana) aux États-Unis.

## Biographie
En 1988, elle est diplômée de l'université Stanford. Son père est professeur de littérature germanique à l'université de l'Indiana.

### Carrière
De 2009 à 2013, elle fait partie du casting de la série télévisée policière Southland. Elle joue le rôle de l'officier de police Chickie Brown.

## Filmographie

### Cinéma
- 1997 : Ties to Rachel : Rachel
- 1997 : Back Home : Daphne
- 1998 : Pants on Fire : Nicki
- 1998 : The Naked Man : Kim Bliss
- 1999 : Deuce Bigalow : Gigolo à tout prix : Kate
- 1999 : 30 Days (1999) : Sarah Meyers
- 1999 : La neige tombait sur les cèdres (Snow Falling on Cedars) : Susan Marie Heine
- 2003 : A Painted House, Hallmark TV Movie : Kathleen Chandler
- 2004 : Melinda et Melinda : Sally Oliver
- 2005 :Deuce Bigalow : Gigolo malgré lui : Kate Bigalow
- 2007 : Le Goût de la vie : Christine
- 2007 : Leaving Gussie : Thyme
- 2007 : 7 h 58 ce samedi-là (Before the Devil Knows You're Dead) : Katherine
- 2009 : Frame of Mind : Jennifer Secca
- 2013 : American Nightmare (The Purge) : Grace Ferrin

### Télévision
- ? : Avis de recherche (série télévisée) : Victime inconnue (1 épisode)
- 1997 : New York, police judiciaire : Kim Triandos (1 épisode)
- 1999 - 2000 : Oz (série télévisée) : Tricia Ross (6 épisodes)
- 2002 : Emma Brody : Emma Brody (6 épisodes)
- 2002 : FBI : Portés disparus: Maggie Cartwright (1 épisode)
- 2004 : Preuve à l'appui (série télévisée) : Annie Capra (5 épisodes)
- 2005 : New York, section criminelle : Infirmière Gina Lowe (1 épisode)
- 2005 : Grey's Anatomy : Savannah  (1 épisode)
- 2009 : New York, section criminelle : Helen Bramer (1 épisode)
- 2009 - 2013 : Southland : Chickie Brown

## Voix françaises
- Dorothée Jemma dans La Couleur du coton (2003)